# Cantii

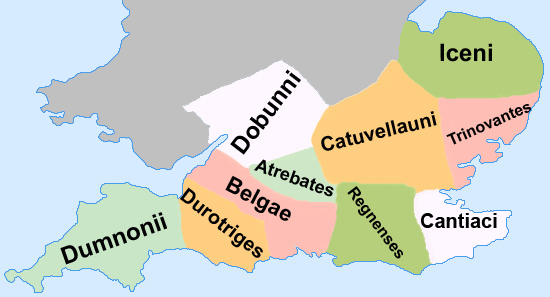
Cantii, in der Karte als Cantiaci bezeichnet

Als Cantii (auch Cantiaci oder Cantae) bezeichnet die Geschichtsforschung einen britannischen Volksstamm im heutigen Kent und den South Downs. Ihr Hauptort war Durovernum Cantiacorum (das heutige Canterbury).
Im Jahr 54 v. Chr. attackierten die vier Könige Cingetorix, Segovax, Carvilius und Taximagulus das Schiffslager des römischen Feldherrn Gaius Iulius Caesar bei dessen zweitem Britannienfeldzug, wurden aber geschlagen. Die Cantii wurden im Jahr 46 v. Chr. von den Römern unterworfen. Die Cantii beteiligten sich auch an den keltischen Aufständen in Britannien unter Boudicca. 
Nach dem Aufstand wurden sie nach und nach romanisiert, und auch ihre Sprache geriet zunehmend in Vergessenheit. Als die Römer im Jahr 410 n. Chr. die Provinz Britannia aufgaben und die Insel verließen, errangen die Cantii wieder ihre Unabhängigkeit.
Nach mehreren inneren Auseinandersetzungen konnten sich die Cantii einigen. Die Friesen versuchten mehrmals erfolglos das Gebiet zu erobern. Erst im Jahr 699 n. Chr. gelang es ihnen mit Hilfe der Sachsen, die britannischen Cantii zu unterwerfen. Innerhalb von 200 Jahren waren sie germanisiert.